# Eretmocerus rosei
Eretmocerus rosei is een vliesvleugelig insect uit de familie Aphelinidae. De wetenschappelijke naam is voor het eerst geldig gepubliceerd in 1996 door Evans & Bennett.